# Bulbe
Pour les articles homonymes, voir Bulbe (homonymie).

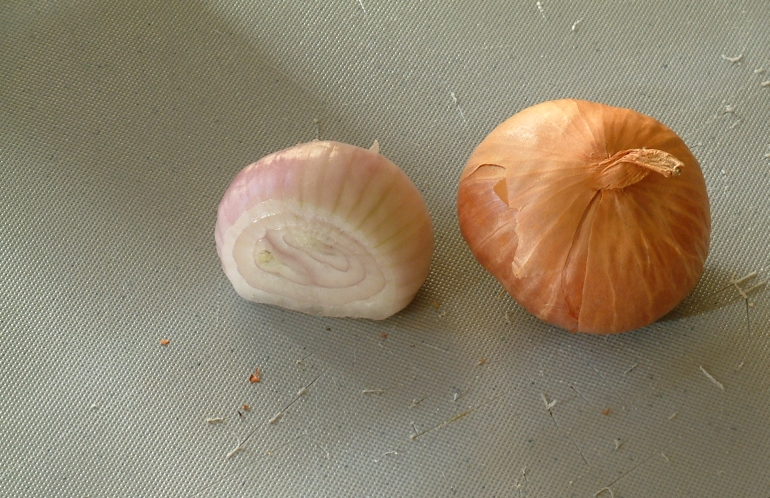
Bulbe d'échalotes.

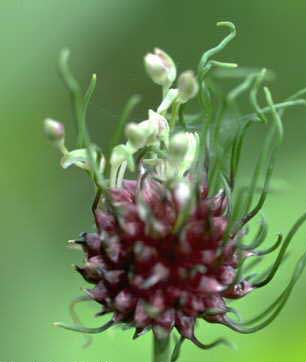
Bulbilles d'ail sauvage (Allium vineale) germant.

Un bulbe est une tige souterraine verticale résultant d'une tubérisation de feuilles (écailles) ou de gaines de feuilles, et utilisée comme organe de stockage de nourriture par une plante à dormance.
Disposant de feuilles à la base, un bulbe n'en développe généralement pas d'autres. Il contient des réserves de nourriture pour permettre à la plante de survivre dans les situations adverses.
La base feuillue peut dépasser et entourer le centre du bulbe comme dans le cas du lys (bulbe écailleux) ou cerner complètement le centre du bulbe comme dans certains cas. Une tige modifiée sort de la partie supérieure du bulbe et la croissance de la plante se fait par ce biais. Les racines sortent de la partie inférieure du bulbe.
Les cormes (crocus, glaïeul, etc.) ont l'aspect d'un bulbe mais sont constitués d'une tige renflée entourée de tuniques. D'autres types d'organes de stockage (tels que les rhizomes) et même les truffes (qui sont en réalité des ascocarpes) sont parfois appelés par erreur des bulbes. Le nom correct pour ce type de plante est géophyte. Certaines orchidées épiphytes forment un organe de stockage aérien nommé pseudobulbe, qui ressemble un peu à un bulbe.
Les plantes formant de vrais bulbes sont toutes des monocotylédones :
- oignon, ail, échalote et toutes les Alliaceae ;
- lys, tulipe, et de nombreuses Liliaceae ;
- Amaryllis, Hippeastrum, Narcissus, et d'autres Amaryllidaceae ;
- deux groupes d'iris : Xiphium (l'iris « hollandais ») et Hermodactyloides (l'iris miniature de « jardin de pierre »).

## Différence entre bulbe et tubercule
Le tubercule est comme le bulbe d'origine caulinaire. Mais le tubercule correspond à une tige souterraine qui résulte soit de la tubérisation d'entre-nœuds soit de la tubérisation de l'extrémité d'une tige.

## Bulbille

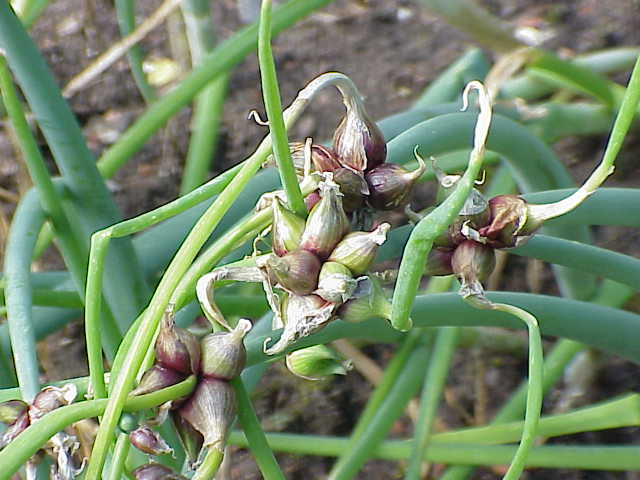
L'« arbre à oignon » forme des batteries de petits bulbes à la place des fleurs.

Certains organes tubérisés en forme de bulbe prennent le nom impropre, car ils ne sont pas souterrains, de bulbilles. Ils correspondent à des racines aériennes tubérisées portant à leur extrémité un bourgeon. Les bulbilles prennent naissance, selon les espèces, à l'aisselle des feuilles (Jacinthe), à la base des tiges (Saxifrage granulée), à la place des fleurs, à l'aisselle des écailles des bulbes (ail cultivé), sur la face supérieure de certaines feuilles (Cardamine des prés) ou encore sur les marges d'une feuille (Kalanchoe). Ils se détachent de la plante mère fanée et, entraînés par l'eau des averses, germent un peu plus loin, poursuivent leur croissance et constituent une nouvelle plante semblable à celle dont elles sont issues. Ces organes de multiplication végétative jouent un rôle essentiel dans la dispersion de la plante par voie végétative et non sexuée, notamment chez les espèces qui ont des fleurs stériles. Ainsi, avant l'arrivée des hommes dans les îles d'Océanie, il n'est pas exclu que les bulbilles de nombreuses plantes aient pu se disperser naturellement d'une île à l'autre, au gré des courants marins.
De nombreux membres de la famille des Alliaceae forment des bulbilles au niveau des fleurs, apparaissant quand la fleur fane, ou même parfois à la place de la fleur.
La Gagée à spathe ne se reproduit que de manière végétative par les bulbilles. Presque toutes les populations européennes ne sont d'ailleurs constituées que d'un seul clone. Un seul pied peut produire jusqu’à cinquante-quatre bulbilles. Elles se déplacent vraisemblablement sur de courtes distances avec les mouvements du sol, lors de la chute d'un arbre ou d'un fouissement animal, ou sur de longues distances par l'intermédiaire du ruissellement et des cours d'eau.